# Donna Jean Godchaux
Donna Jean (Thatcher) Godchaux-MacKay (Florence, Alabama; 22 de agosto de 1947) es una cantante estadounidense, conocida por haber sido miembro de Grateful Dead desde 1972 hasta 1979.

## Biografía
Antes de la década de 1970, ella había trabajado como cantante de sesión en Muscle Shoals (Alabama), finalmente cantando con un grupo llamado Southern Comfort y apareciendo como corista en al menos dos grandes éxitos:  "When a Man Loves a Woman" de Percy Sledge en 1966 y "Suspicious Minds" de Elvis Presley en 1969. Sus voz se hizo presente en otras grabaciones clásicas de Boz Scaggs y Duane Allman, Cher, Joe Tex, Neil Diamond y muchos otros artistas. Luego se mudó a California y conoció al futuro miembro de Grateful Dead Keith Godchaux, con quien se casó en 1970.
Donna le presentó a Keith a Jerry García después de la actuación de García en la Keystone Korner de San Francisco en septiembre de 1971. En ese momento, Donna Jean no estaba trabajando como músico. Se unió a la banda poco después, permaneciendo como miembro hasta febrero de 1979. Durante su estadía en Grateful Dead, la pareja también publicó el álbum Keith & Donna en 1975 con Jerry Garcia como miembro de Keith and Donna Band. A su vez, actuaron como parte de la agrupación Jerry Garcia Band. Tras dejar Grateful Dead, Donna formó su propia banda, The Donna Jean Godchaux Band. En 1994, Donna fue presentada en el Salón de la Fama del Rock and Roll como miembro de Grateful Dead.

## Discografía

### Como líder de banda
- Keith & Donna – Keith and Donna Godchaux – 1975
- Playing in the Heart of Gold Band – The Ghosts – 1984
- The Heart of Gold Band – Heart of Gold Band – 1986
- Donna Jean – The Donna Jean Band – 1998
- At the Table – The Heart of Gold Band – 2004
- Donna Jean and the Tricksters – Donna Jean and the Tricksters – 2008
- Back Around – Donna Jean Godchaux Band con Jeff Mattson – 2014